# Старчков, Александр Иванович
Александр Иванович Старчков (29 ноября 2000, Ялушево, Чувашия — 30 апреля 2022, Диброва, Донецкая область) — российский военный, рядовой. Герой России (посмертно, 2022).

## Биография
Родился в 29 ноября 2000 года в деревне Ялушево Алатырского района Чувашии. Окончил Чуварлейскую среднюю общеобразовательную школу Алатырского района и Алатырский технологический колледж Минобразования Чувашии.
Был призван на срочную военную службу, после которой в 2021 году подписал контракт.

## Участие в боевых действиях
Участвовал в конфликте между Россией и Украиной. Был водителем автомобильного взвода роты материального обеспечения. 
По утверждению российской стороны 30 апреля в составе группы отправился в разведку у села Диброва Лиманского района Донецкой области. В один из моментов боя командир РГСпН получил ранение. Александр, понимая, что группу могут взять в кольцо, остался прикрывать отход. Ведя огонь из пулемета и перемещаясь, рядовой Старчков ценой своей жизни дал группе возможность отойти вместе с раненными солдатами.

## Награды
- Герой России (2022)
- Почётный гражданин Чувашской Республики (6 декабря 2023) — за совершение подвига, мужество, смелость и отвагу, проявленные при исполнении воинского долга